# Mozogoye
Mozogoye (ou Mozogoï) est une localité du Cameroun située dans l'arrondissement de Meri, le département du Diamaré et la région de l’Extrême-Nord. Elle fait partie du canton de Kalliao.

## Population
En 1974, la localité comptait 13 habitants, des Guiziga.
Lors du dernier recensement de 2005, on y a dénombré 49 personnes, soit 23 hommes (46,94%) pour 26 femmes (53,06 %). 

## Initiatives de développement
Le nom du village Mozogoye n’est pas mentionné dans le plan de développement communal de l’Arrondissement de Méri.